# 51e corps d'armée de montagne (Allemagne)
Pour les articles homonymes, voir 51e corps.
Le 51e corps d'armée de montagne (en allemand : LI. Gebirgs-Armeekorps) était un corps d'armée de l'armée de terre allemande (la Heer, au sein de la Wehrmacht) pendant la Seconde Guerre mondiale.

## Hiérarchie des unités
| Nom          | Nbre d'hommes       | Unités subalternes                | Grade de commandement                 |
| ------------ | ------------------- | --------------------------------- | ------------------------------------- |
| Heeresgruppe | + 300 000           | 2 à + Armeen (Armées)             | Generaloberst ou Generalfeldmarschall |
| Armee        | + 100 000 - 300 000 | 2 à + Armeekorps (Corps d'armées) | General ou Generaloberst              |
| Armeekorps   | + 30 000 - 80 000   | 2 à + Divisionen (Division)       | Generalleutnant ou General            |
| Division     | + 10 000 – 20 000   | 2 à 6 Brigaden (Brigade)          | Generalmajor ou Generalleutnant       |
| Brigade      | + 3 000 – 5 000     | jusqu'à 3 Regimentern (Régiment)  | Oberst ou Generalmajor                |

## Historique
Le 51e corps d'armée de montagne est formé le 15 août 1943 à Vienne dans le Wehrkreis XVII. 

Son état-major provient du 51e corps d'armée anéanti à Stalingrad.

Il combat en Italie, avant d'être à son tour anéanti, et capitule à Brescia en mai 1945.

## Organisation

### Commandants successifs
| Date                        | Grade                     | Commandant              |
| --------------------------- | ------------------------- | ----------------------- |
| 25 août 1943 - Janvier 1945 | General der Gebirgstruppe | Valentin Feurstein      |
| Janvier 1945 - 8 mai 1945   | General der Artillerie    | Friedrich-Wilhelm Hauck |

### Chef des Generalstabes
| Date                                | Grade               | Commandant                            |
| ----------------------------------- | ------------------- | ------------------------------------- |
| 15 août 1943 - 25 janvier 1944      | Oberst i.G.         | Hans-Georg Schmidt von Altenstadt     |
| 25 janvier 1944 - 25 juillet 1944   | Oberst              | Karl-Heinrich Graf von Klinckowstroem |
| 25 juillet 1944 - 15 septembre 1944 | Oberst i.G.         | Hermann Berlin                        |
| 15 septembre 1944 - 3 avril 1945    | Oberst i.G.         | Georg Gartmayr                        |
| 3 avril 1945 - Mai 1945             | Oberstleutnant i.G. | Gernot Nagel                          |

### 1. Generalstabsoffizier (Ia)
| Date                             | Grade               | Commandant           |
| -------------------------------- | ------------------- | -------------------- |
| 15 août 1943 - 1er mars 1944     | Oberstleutnant i.G. | Wilhelm Schuster     |
| 1er mars 1944 - 10 novembre 1944 | Major i.G.          | Ulf Burchardt        |
| 10 novembre 1944 - Décembre 1944 | Major i.G.          | Heinz-Hermann Heerdt |
| Décembre 1944 - Avril 1945       | Major i.G.          | Klaus Düwell         |

## Théâtres d'opérations
- Italie : Août 1943 - Mai 1945

## Ordre de batailles

### Rattachement d'armées
| Date      | Armée     | Groupe d'armées   |
| --------- | --------- | ----------------- |
| 1943      |           |                   |
| Septembre | -         | Groupe d'armées B |
| Décembre  | 14e armée | Groupe d'armées C |
| 1944      |           |                   |
| Janvier   | 14e armée | Groupe d'armées C |
| Février   | 10e armée | Groupe d'armées C |
| Novembre  | 14e armée | Groupe d'armées C |
| 1945      |           |                   |
| Janvier   | 14e armée | Groupe d'armées C |

### Unités subordonnées

#### Unités organiques
- Arko 451
- Korps-Nachrichten-Abteilung 451
- Korps-Nachschub-Truppen 451

#### Unités rattachées
3 décembre 1943
- Brigade Reichsführer-SS

20 mai 1944
- 305. Infanterie-Division
- 334. Infanterie-Division

16 septembre 1944
- 714. Infanterie-Division
- 305. Infanterie-Division
- 44. Infanterie-Division
- 114. Jäger-Division

1er mars 1945
- 148. Infanterie-Division
- 253. Infanterie-Division

## Sources
- (de) 51e corps d'armée de montagne sur lexikon-der-wehrmacht.de